# Karyamekar (Cibatu)
Karyamekar is een bestuurslaag in het regentschap Purwakarta van de provincie West-Java, Indonesië. Karyamekar telt 2885 inwoners (volkstelling 2010).